# Strobilanthes habracanthoides
Strobilanthes habracanthoides är en akantusväxtart som beskrevs av John Richard Ironside Wood. Strobilanthes habracanthoides ingår i släktet Strobilanthes och familjen akantusväxter. Inga underarter finns listade i Catalogue of Life.